# Kim Edberg Andersen
Kim Edberg Andersen, né le 21 juin 1973 à Charlottenlund (Danemark), est un homme politique danois, membre des Démocrates danois. Il est membre du Folketing depuis 2022.

## Biographie
Kim Edberg Andersen obtient un Bachelor of Science en administration publique à l'université d'Aalborg en 2012. 
Membre du Parti populaire danois, il est élu conseiller municipal de Rebild lors des élections municipales de novembre 2017, et prend alors la présidence de la commission sur l'environnement du conseil municipal. Il est ensuite candidat aux élections législatives de juin 2019, mais ne parvient pas à être élu. 
En janvier 2021, il annonce son départ du Parti populaire danois pour rejoindre La Nouvelle Droite.
Il est élu député au Folketing lors des élections législatives anticipées de novembre 2022 dans la circonscription du Jutland du Nord.
En janvier 2024, après que la présidente de La Nouvelle Droite, Pernille Vermund, ait demandé la dissolution du parti, il commence à siéger comme indépendant au Folketing. En mars, il rejoint les Démocrates danois.